# Spanische Badmintonmeisterschaft 1993
Die Spanische Badmintonmeisterschaft 1993 fand in Alicante statt. Es war die zwölfte Austragung der nationalen Titelkämpfe von Spanien im Badminton.

## Titelträger
| Disziplin    | Sieger                           |
| ------------ | -------------------------------- |
| Herreneinzel | David Serrano                    |
| Dameneinzel  | Ana Carina Anaya                 |
| Herrendoppel | Arturo Ruiz López Ernesto García |
| Damendoppel  | Mónica González Ana Carina Anaya |
| Mixed        | David Serrano Esther Sanz        |